# Турачи (деревня)
Турачи (баш. Турасы) — деревня в Илишевском районе Республики Башкортостан Российской Федерации. Входит в состав Исаметовского сельсовета.

## География

### Географическое положение
Расстояние до:
- районного центра (Верхнеяркеево): 25 км,
- центра сельсовета (Исаметово): 7 км,
- ближайшей ж/д станции (Буздяк): 131 км.

## История
В «Списке населенных мест по сведениям 1870 года», изданном в 1877 году, населённый пункт упомянут как деревня Туранчина 4-го стана Бирского уезда Уфимской губернии. Располагалась при речке Ауште, по правую сторону почтового тракта из Бирска в Мензелинск, в 105 верстах от уездного города Бирска и в 57 верстах от становой квартиры в деревне Дюртюли. В деревне, в 100 дворах жили 495 человек (240 мужчин и 255 женщин, тептяри), были мечеть, училище, 3 водяные мельницы. Жители занимались земледелием, скотоводством, тканьем кулей.

## Население
| 2002 | 2009 | 2010 |
| ---- | ---- | ---- |
| 250  | ↘226 | ↘205 |

Национальный состав
Согласно переписи 2002 года, преобладающие национальности — башкиры (68 %), татары (29 %).